# Orde van de Christelijke Militie
De Orde van de Christelijke Militie (Duits: Orden der christlichen Miliz of Orden der christlichen Miliz, unter dem Titel der glorreichen, unbefleckten Empfängniß der seligen Jungfrau Maria, unter der Regel des heiligen Franziskus, und unter dem Schutz des heiligen Erzengels Michael und des heiligen Basilius) is een Ridderorde waarover de verschillende bronnen elkaar, zo stelde Johann Georg Krünitz in zijn Oeconomischen Encyclopädie (1790), tegenspreken. Ook over de juiste naam bestaat geen overeenstemming.

## De Geschiedenis van de Orde volgens Spondanus
De drie broers Petrignani hebben in Italië met pauselijke steun een militaire orde of ridderorde ter bestrijding van de oprukkende Turken opgericht. Een van hen reisde naar Duitsland en Frankrijk om steun voor de orde te winnen. In het Moravische Olomouc kwam deze Petrignani op 16 november 1618 met Carlo Gonzaga, hertog van Nevers en de keizerlijke veldmaarschalk Michael Adolf graaf van Althann overeen dat een onafhankelijke orde in Oostenrijk en de Duitse landen zou worden ingesteld. Deze werd op 8 maart 1618 in Wenen gesticht onder de bovenstaande bloemrijke naam.
De orde was in Duitsland, Polen, Frankrijk en Italië een groot succes en veel hoge edelen werden lid om "de door de ongelovigen onderdrukte christenen te bevrijden en de eendracht onder de Christelijke vorsten te bevorderen".
Na enige tijd werd Petrignanis opgevolgd door hertog Ferdinand van Mantua. In 1623 gaf paus Urbanus VIII de orde toestemming om zelf een grootmeester te kiezen. Ferdinand van Mantua ontving zelf het kruis van de orde uit handen van de paus.
Het ordeteken was een gouden blauwgeëmailleerd kruis met acht punten. Op het medaillon in het midden was de maagd Maria met een van haar kinderen afgebeeld en op de keerzijde was de Heilige Michaël te zien. Dit kruis werd aan een blauw, goudgeborduurd, lint om de hals gedragen. De ridders droegen ook een mantel met een gouden ster op de linkerschouder.
De protestantse veldmaarschalk Michael Adolf graaf von Althann was op de feestdag van de Heilige Michaël tot het katholicisme overgegaan en hij legde vast dat al zijn mannelijke nazaten daarom Michaël moesten gaan heten. Johann Georg Krünitz brengt de keuze voor de aartsengel Michaël in de naam en op het juweel van de orde met de invloed van graaf von Althann in verband.
Na de dood van hertog Ferdinand van Mantua in 1626 raakte de orde in verval.